# نادي تشيخوف لكرة اليد
نادي تشيخوف لكرة اليد هو نادي كرة يد في روسيا تأسس في سنة 2001م. تبلغ سعة ملعبه 3000 متفرجا. يلعب في الدوري الروسي لكرة اليد وهو الأكثر تتويجاً به بـ 19 لقبا.

## البطولات
- الدوري الروسي لكرة اليد:

1994، 1995، 2000، 2001، 2002، 2003، 2004، 2005، 2006، 2007، 2008، 2009، 2010، 2011، 2012، 2013، 2014، 2015، 2016